# Big room house
Sous-genres
Big room hardstyle, big room trance, hard-room, jungle-room
Genres dérivés
EDM trap
La big room house (également orthographié big-room house ou bigroom house), aussi simplement appelée big room (également orthographié big-room ou bigroom), est un genre d'electro house, créée au début des années 2010. Depuis le milieu des années 2010, il est devenu l'une des formes les plus populaires de dance Il est considéré comme une combinaison de hard dance et d'electro. Il gagne en popularité après que des artistes tels que Hardwell, Nicky Romero et Martin Garrix aient commencé à l'intégrer à leur style musical . Le terme « big room » désigne les forts « drop » qui résonnent et qui créent l'illusion que les sons viennent d'un grand espace clos.

## Histoire
La big room house apparaît d'abord au début des années 2010 et est influencé par des morceaux d'electro house notoires tels que Satisfaction de Benny Benassi[réf. nécessaire]. La trance, un genre similaire, centré sur la réverbération, joue également un rôle central dans la formation du genre. Certains critiques de dance (EDM) ont même qualifié la bigroom de « trance 2.0 ». Le rôle majeur d'artistes américains de la house progressive tels que (deadmau5, Kaskade) et le renouveau mélodique de la pop au Royaume-Uni (clavier, guitare, etc.) influencent simultanément et également la scène de manière significative.
Au début des années 2010, la big room commence à se développer et à gagner en popularité lors d'événements et de festivals EDM tels que Tomorrowland. Bien qu'elle soit considérée comme un sous-genre de l'electro house, la big room house est devenue un genre à part entière au fil des années. Les artistes néerlandais et suédois restent les leader de ce courant musical. Rapidement ce style musical rencontre le succès. Steve Angello, Axwell et Sebastian Ingrosso, membres de Swedish House Mafia, sont considérés comme les pionniers de la big room house. Le « best-seller » de Martin Garrix, Animals, est considéré comme l'une des chansons les plus remarquables de la big room. Le genre a gagné en notoriété au début des années 2010 lorsque les DJ et producteurs commencent à jouer de grandes chansons house dans des festivals et des clubs. En 2016, Beatport ajoute le genre big room et reclasse à tort l'electro house en tant que sous-genre de big room, mettant ainsi dans la catégorie des producteurs notables tels que Deadmau5 et Wolfgang Gartner. Ce problème est résolu peu de temps après.
La mise en œuvre par les producteurs d'éléments big room dans les morceaux gagne en importance au niveau des artistes de musique populaire qui, en 2012, commencent à inclure des parties de big house dans leurs chansons. Parmi ces titres, on peut y citer : This Is Love par will.i.am accompagné d'Eva Simons et Work Bitch de Britney Spears. Mais c'est en 2013, que la big room commence à gagner en popularité au niveau international, grâce à sa base située en Suède, en France, aux Pays-Bas, en Italie, au Royaume-Uni et en Russie. Certains titres comme Animals de Martin Garrix et Tsunami de DVBBS et Borgeous sont en tête des charts mondiaux pendant plusieurs mois, ce qui leur fait étendre bien au-delà de la scène de l'EDM.
En 2024, Hardwell sort un nouveau morceau big room, intitulé Oldskool Sound, qui est un retour en arrière en 2014, année durant laquelle le genre était à son pic de popularité,.

## Caractéristiques
La big room allie les sons mélodiques de la house progressive et de la trance avec les sous-genres minimaliste « hard » ou « deep » comme celle de l'electro house. Il se caractérise souvent par un balayage d'introduction et de breakdown, suivi de mélodies simples et de notes courtes et énergiques au synthétiseur et d'une partition de basse lourde dénommée drop, caractérisé par de forts kicks ou de boîte à rythmes mais aussi de notes de synthétiseur. Les chansons big room se chevauchent entre dutch house, trance, hardstyle et house progressive, incorporant des mélodies simples et des notes courtes de synthétiseurs,. Le genre est généralement de 126 à 132 BPM. Il est composé de « longues constructions techno-influencées, une goutte puissante et entraînante de style électro. » Il est également connu d'inclure un kick hardstyle 4/4. Un morceau type de big room house propose des « bicks lourds », avec des éléments musicaux minimes et parfois uniquement une « supersaw » ou une percussion syncopée . Il incorpore souvent des « gouttes », des percussions minimalistes, des rythmes réguliers, des « coups de pied » superposés en sous-basse (sub-basses), des synthétiseurs granulaires et électriques, des mélodies simples et des pannes déformées provoquées par un synthétiseur,.

## Structure
La structure de la big room est similaire en terme mélodique à celle de la house progressive et de la trance progressive, généralement inspiré de la house progressive américaine de la fin des années 2000. C'est-à-dire il y a une accumulation de deux avec break, de deux drops et d'un ou deux breakdown, qui peut-être ou ne peut-être pas inclure de phase « intro/outro ».
La caractéristique fondamentale de la big room réside un son lié minimaliste. Une ligne de basse est souvent aidé par soit ou deux d'haut et de bas, qui crée l'ambiance dans toute la composition. Cette ligne de basse se répercute afin que l'écho et spontanément sorti sur 1/4 de l'onglet, habituellement le dernier. Contrairement dans l'electro house proprement dite, où la basse lui-même est soumis à des effets de vague supplémentaire afin d'embellir la mélodie, dans la big room, seulement la façon dont le son est sorti joue un rôle majeur. Désormais, les battements de kick sont en minimes, parfois avec un seul kick et un couple de hi-hat[réf. nécessaire].

## Accueil
La big room est souvent critiquée par les producteurs comme un son stéréotype de l'EDM en manque d'originalité et de créativité. Mixmag décrit les chansons big room constituées de « morceaux de synthés sans valeurs, une esthétique productive monotone », basés sur des « mélodies simples et des drops ». Des producteurs notables tels qu'Avicii et Steve Angello (de l'ancien groupe Swedish House Mafia), soulignent que la créativité et l'expérimentation sont la clé de réussite dans toute chanson EDM,.
Au milieu de l'année 2013, le duo suédois Daleri poste un mix sur SoundCloud intitulé Epic mashleg, composé de quinze chansons « big room » en provenance du top electro et progressive du site Beatport (avec des artistes tels que Dimitri Vegas & Like Mike, Hardwell, et W&W). Le but de ce mix était de décrire le mouvement big room et le manque de différence créative entre chaque piste ; Eric Kvarnström commente que « ce qui est le plus effrayant, c'est que des pistes comme ça, on en sort tous les jours. Un jour, une musique, toutes les mêmes. Et ça ne s'arrête pas. » Le duo défend l'utilisation de caractéristiques big room dans leur propre musique. Au milieu d'une querelle entre deadmau5 et Afrojack dans les médias sociaux, pour savoir quel type de musique électronique est la plus originale (après la publication du titre something d'Afrojack parodiant la musique de deadmau5), deadmau5 poste une chanson sur SoundCloud, Drop da Bomb, qui satirise le style de la musique house et de la big room « commerciale »,.
Plusieurs musiciens ont critiqué le genre, le qualifiant de « son EDM stéréotypé dépourvu d'originalité et de créativité, d'homogénéité, de diversité et de mérite artistique,. » Mixmag décrit le genre comme composant « des pannes titaniques et une esthétique de production immaculée et monotone. » Wolfgang Gartner nomme ce genre de « blague » et, avec des sociétés telles que SFX Entertainment, le considère « indigeste [et] bon marché. » Il considère également le genre comme de l'« apocalypse EDM », affirmant que « la vraie musique devrait avoir une âme et une authenticité, et pas seulement un kick, un break trance, un one-liner mielleux et un gros drop. »
Russell Smith, du Globe and Mail, observe une « friction féroce » entre les fans de musique électronique underground traditionnelle et les nouveaux fans, généralement plus jeunes, qui sont nés à la suite du passage de la big room house d'EDM dans le grand public.